# Oxalis apurimacensis
Oxalis apurimacensis är en harsyreväxtart som beskrevs av A. Lourteig. Oxalis apurimacensis ingår i släktet oxalisar, och familjen harsyreväxter. Inga underarter finns listade i Catalogue of Life.